# Bernard James
Bernard James, né le 7 février 1985, à Savannah, en Géorgie, est un joueur américain de basket-ball. Il évolue aux postes d'ailier fort et de pivot.

## Biographie
Bernard James est un ancien soldat de l'Air Force. Il a à son actif, des missions en Irak et en Afghanistan.
Sélectionné en trente-troisième position, par les Cavaliers de Cleveland lors de la draft 2012 de la NBA, il fait aussitôt partie d'un transfert qui l'envoie rejoindre les Mavericks de Dallas.
En janvier 2017 , Bernard James signe au Limoges Cercle Saint-Pierre pour le reste de la saison .
Le mardi 7 février 2017 , Bernard James quitte Limoges en accord commun avec le club .